# James S. Langer
James Stephen Langer (* 21. September 1934 Pittsburgh) ist ein US-amerikanischer theoretischer Festkörperphysiker.

## Leben
Langer studierte am Carnegie Institute of Technology (Masterabschluss 1955) und promovierte 1958 bei Rudolf Peierls in theoretischer Physik an der University of Birmingham. Danach war er wieder an der Carnegie Mellon, wo er Instructor, ab 1964 Assistant Professor und später Professor war. Ab 1982 war er Professor für Mathematik und Physik an der University of California, Santa Barbara, wo er 1989 bis 1995 Direktor des Instituts für theoretische Physik war. Seit 2007 ist er dort Professor Emeritus. 1966/67 war er Gastprofessor an der Cornell University.
Langer untersuchte die quantenmechanische Vielteilchentheorie des Transports in Festkörpern (wie Stromfluktuationen in engen supraleitenden Kanälen, mit Vinay Ambegaokar 1967), Kinetik von Phasenübergängen, Musterbildung in Hydrodynamik und bei Kristallwachstum (Dendriten), Dynamik von Erdbeben und Bruchphänomenen.
1968 wurde Langer zum Fellow der American Physical Society ernannt. 1997 erhielt er den Oliver E. Buckley Condensed Matter Prize. Er ist seit 1983 Mitglied der American Academy of Arts and Sciences und seit 1985 Mitglied der National Academy of Sciences, deren Vizepräsident er 2001 bis 2005 war. 2000 war er Präsident der American Physical Society und er stand außerdem deren Condensed-Matter-Abteilung vor.